# Commission von der Leyen II
La commission von der Leyen II est la commission européenne qui prend ses fonctions le 1er décembre 2024. Elle est présidée par l'Allemande Ursula von der Leyen, membre du Parti populaire européen (PPE).

## Formation

### Choix du président

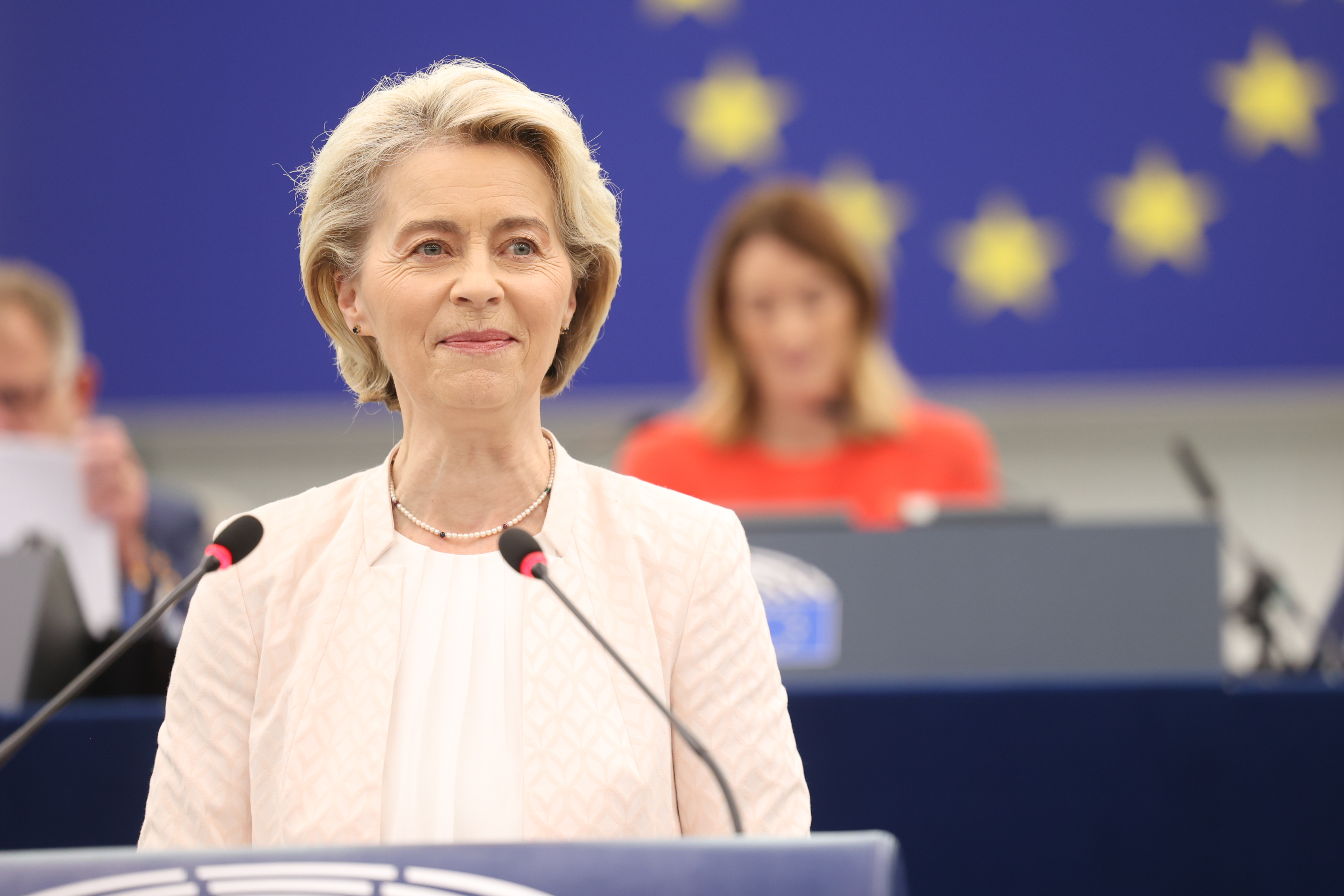
Déclaration d'Ursula von der Leyen au Parlement européen comme candidate à la présidence de la Commission le 18 juillet 2024.

La candidate von der Leyen a annoncé ses lignes directrices dans un manifeste publié avant son discours. Ses lignes regroupées en une dizaine de thématiques concernent notamment:
- un bouclier démocratique contre les ingérences et manipulations étrangères ;
- un plan pour le logement et un Commissaire responsable pour le logement ;
- un budget européen adapté à chaque État membre ;
- un vice-président pour la compétitivité et les PME ;
- un « Clean Industrial Deal » pour aider les industries à atteindre la neutralité climatique ;
- une Union européenne de l'épargne et de l'investissement pour les jeunes entreprises locales ;
- un Fonds européen de défense, un bouclier aérien européen et un Commissaire à la défense ;
- le triplement des effectifs de Frontex, pour compter 30 000 agents ;
- un Commissaire pour la région méditerranéenne et un programme de « partenariats globaux » ;
- une enquête sur les réseaux sociaux numériques et leur impact sur le bien-être des jeunes ;
- une feuille de route pour les droits des femmes.

Après les élections européennes de 2024, le 27 juin 2024, le Conseil européen propose la reconduction de l’Allemande Ursula von der Leyen à la présidence de la Commission, nomme le Portugais António Costa à celle du Conseil européen et choisit l’Estonienne Kaja Kallas pour prendre la tête de la diplomatie européenne. Le 18 juillet 2024, le Parlement européen reconduit Ursula von der Leyen par 401 voix sur 720.

### Commissaires européens
Ursulan von der Leyen adresse le 25 juillet 2024 un courrier aux États membres pour leur demander de désigner leurs candidats à la Commission et leur accorde jusqu'à la fin du mois d'août pour ce faire. Si elle souhaite que chacun lui présente un candidat et une candidate, il s'agit là d'une recommandation qui n'a rien d'obligatoire et que l'Irlande a déjà indiqué ne pas vouloir suivre.
Les premières candidatures sont dévoilées avant même le courrier de la présidente de la Commission européenne, voire même avant la tenue des élections européennes. Ainsi, l'Espagne désigne la ministre de la Transition écologique Teresa Ribera dès le 24 avril. Le 11 juin, la Lettonie propose de reconduire le vice-président de la Commission Valdis Dombrovskis pour un troisième mandat. À l'occasion du Conseil européen du 17 juin, la Slovaquie indique avoir proposé de maintenir, pour un quatrième mandat, le vice-président de la Commission Maroš Šefčovič. L'Irlande nomme huit jours plus tard le ministre des Finances Michael McGrath. Le 26 juin, confirmant une information rendue publique quelques semaines auparavant, la Slovénie choisit l'ancien président de la Cour des comptes Tomaž Vesel. La Finlande désigne sa candidate le 4 juillet, en la personne de la députée européenne et ancienne ministre Henna Virkkunen. Le 8 juillet, la Suède nomme pour la Commission la ministre des Affaires européennes Jessika Roswall. Les Pays-Bas choisissent le 22 juillet de reconduire le commissaire sortant Wopke Hoekstra.
Le ministre de l'Industrie et du Commerce Jozef Síkela est choisi le 25 juillet par la Tchéquie. Malte désigne le même jour l'ancien directeur de cabinet du Premier ministre, Glenn Micallef, après avoir dû renoncer à proposer le nom de l'ancien vice-Premier ministre Chris Fearne en raison de sa mise en cause dans une affaire de corruption. Le 29 juillet, la Hongrie fait le choix de reconduire le commissaire Olivér Várhelyi. La France fait de même le lendemain avec la candidature de Thierry Breton. Magnus Brunner, ministre fédéral des Finances, est proposé le 31 juillet par l'Autriche. Deux candidatures sont annoncées le 1er août 2024 : la Croatie reconduit la vice-présidente Dubravka Šuica et la Grèce promeut le gouverneur de Macédoine-Centrale et ancien président du Comité européen des régions Apóstolos Tzitzikóstas. À l'issue d'une réunion du Conseil des ministres le 13 août, la Pologne propose son représentant permanent auprès de l'Union européenne Piotr Serafin, ancien directeur de cabinet de Donald Tusk quand il était président du Conseil européen. Le gouvernement de Chypre indique le 20 août proposer l'ancien ministre de l'Éducation, puis de la Santé, et enfin de l'Agriculture et de l'Environnement Kóstas Kadís. Le lendemain, 21 août, la Lituanie propose le député européen et ancien Premier ministre Andrius Kubilius. Deux nouvelles candidatures sont dévoilées le 23 août : le Luxembourg choisit le député européen Christophe Hansen au détriment de la reconduction du socialiste sortant et spitzenkandidat du PSE Nicolas Schmit, du fait de l'orientation au centre droit du nouveau gouvernement luxembourgeois, et la Roumanie promeut le vice-président du Parlement européen Victor Negrescu, déjà proposé il y a cinq ans mais rejeté par le président roumain car le gouvernement de l'époque se trouvait en affaires courantes après avoir été renversé. Le Portugal présente le 28 août la candidature de l'ex-ministre des Finances Maria Luís Albuquerque tandis que le même jour, le Danemark désigne le ministre de la Coopération Dan Jørgensen.
Lors de la date limite du 30 août, deux États dévoilent leurs propositions. La Bulgarie respecte le souhait exprimé par Ursula von der Leyen et adresse une double candidature paritaire, l'ancienne ministre des Affaires étrangères Ekaterina Zakharieva et l'ex-ministre de l'Environnement Julian Popov. Zakharieva a été présentée par le parti GERB tandis que Popov a été recommandé par la coalition PP-DB. L'Italie présente son ministre pour les Affaires européennes Raffaele Fitto, perçu comme le favori depuis plusieurs mois et ayant précédemment appartenu au PPE. Le lendemain, la Roumanie annonce avoir changé de candidature et désigne la députée européenne Roxana Mînzatu à la demande de la présidente de la Commission, qui avait rejeté Victor Negrescu au nom de son objectif d'un collège paritaire. La Belgique annonce le 2 septembre que sa candidate sera la ministre sortante des Affaires étrangères Hadja Lahbib, après que les négociateurs de la future coalition gouvernementale se sont entendus pour laisser au MR le soin de désigner le nouveau commissaire belge, ce qui acte la non-reconduction, un temps évoquée, du sortant Didier Reynders. Le 6 septembre, la Slovénie indique que son candidat Tomaž Vesel renonce dans le cadre de l'insistance de la présidente de la Commission pour disposer de plus de propositions féminines puis elle désigne le 9 septembre la diplomate Marta Kos.
Le 16 septembre, le commissaire européen Thierry Breton annonce sa démission sur Twitter à la suite de désaccords vis-à-vis de la future commission européenne. Emmanuel Macron, président de la République française, propose Stéphane Séjourné comme nouveau candidat de la France.

### Votes
Les députés du Parlement européen approuvent le Collège des commissaires le 27 novembre 2024, par 370 voix pour, 282 contre et 36 abstentions. 

## Collège des commissaires
| Portrait                               | Portefeuille ou titre | État membre | Commissaire            | Parti politique        | Parti politique           | Précédente fonction                                                                                                |
| -------------------------------------- | --- | ----------- | ---------------------- | ---------------------- | ------------------------- | --- |
|                                        | Présidente | Allemagne   | Ursula von der Leyen   |                        | Européen : PPE            | Présidente de la Commission européenne depuis le 1er décembre 2019                                                 |
|                                        | Présidente | Allemagne   | Ursula von der Leyen   | National : CDU         |                           | Présidente de la Commission européenne depuis le 1er décembre 2019                                                 |
|                                        | Première vice-présidente exécutive à la Transition propre, juste et compétitive Concurrence                                                       | Espagne     | Teresa Ribera          |                        | Européen : PSE            | Ministre de la Transition écologique depuis le 7 juin 2018                                                         |
|                                        | Première vice-présidente exécutive à la Transition propre, juste et compétitive Concurrence                                                       | Espagne     | Teresa Ribera          | National : PSOE        |                           | Ministre de la Transition écologique depuis le 7 juin 2018                                                         |
|                                        | Vice-présidente exécutive à la Souveraineté technologique, à la Sécurité et à la Démocratie Technologies numériques et Technologies d'avant-garde | Finlande    | Henna Virkkunen        |                        | Européen : PPE            | Députée européenne depuis le 1er juillet 2014                                                                      |
|                                        | Vice-présidente exécutive à la Souveraineté technologique, à la Sécurité et à la Démocratie Technologies numériques et Technologies d'avant-garde | Finlande    | Henna Virkkunen        | National : KOK         |                           | Députée européenne depuis le 1er juillet 2014                                                                      |
|                                        | Vice-président exécutif à la Prospérité et à la Stratégie industrielle Industrie, PME et Marché unique                                            | France      | Stéphane Séjourné      |                        | Européen : sans           | Ministre de l'Europe et des Affaires étrangères depuis le 11 janvier 2024                                          |
|                                        | Vice-président exécutif à la Prospérité et à la Stratégie industrielle Industrie, PME et Marché unique                                            | France      | Stéphane Séjourné      | National : RE          |                           | Ministre de l'Europe et des Affaires étrangères depuis le 11 janvier 2024                                          |
|                                        | Vice-présidente exécutive aux Personnes, aux Compétences et à la Préparation Éducation, Emplois de qualité et Droits sociaux                      | Roumanie    | Roxana Mînzatu         |                        | Européen : PSE            | Députée européenne depuis le 16 juillet 2024                                                                       |
|                                        | Vice-présidente exécutive aux Personnes, aux Compétences et à la Préparation Éducation, Emplois de qualité et Droits sociaux                      | Roumanie    | Roxana Mînzatu         | National : PSD         |                           | Députée européenne depuis le 16 juillet 2024                                                                       |
|                                        | Vice-président exécutif à la Cohésion et aux Réformes Politique de cohésion, Développement régional et Villes                                     | Italie      | Raffaele Fitto         |                        | Européen : ECR            | Ministre pour les Affaires européennes depuis le 22 octobre 2022                                                   |
|                                        | Vice-président exécutif à la Cohésion et aux Réformes Politique de cohésion, Développement régional et Villes                                     | Italie      | Raffaele Fitto         | National : FdI         |                           | Ministre pour les Affaires européennes depuis le 22 octobre 2022                                                   |
| portrait photographique de Kaja Kallas | Vice-présidente Haute représentante de l'Union pour les affaires étrangères et la politique de sécurité                                           | Estonie     | Kaja Kallas            |                        | Européen : ALDE           | Première ministre du 26 janvier 2021 au 23 juillet 2024                                                            |
| portrait photographique de Kaja Kallas | Vice-présidente Haute représentante de l'Union pour les affaires étrangères et la politique de sécurité                                           | Estonie     | Kaja Kallas            | National : ERE         |                           | Première ministre du 26 janvier 2021 au 23 juillet 2024                                                            |
|                                        | Commerce et Sécurité économique Relations interinstitutionnelles et Transparence                                                                  | Slovaquie   | Maroš Šefčovič         |                        | Européen : PSE (suspendu) | Commissaire européen depuis le 1er octobre 2009                                                                    |
|                                        | Commerce et Sécurité économique Relations interinstitutionnelles et Transparence                                                                  | Slovaquie   | Maroš Šefčovič         | National : SMER-SD     |                           | Commissaire européen depuis le 1er octobre 2009                                                                    |
|                                        | Économie et Productivité Mise en œuvre et Simplification                                                                                          | Lettonie    | Valdis Dombrovskis     |                        | Européen : PPE            | Vice-président de la Commission européenne depuis le 1er novembre 2014                                             |
|                                        | Économie et Productivité Mise en œuvre et Simplification                                                                                          | Lettonie    | Valdis Dombrovskis     | National : Unité       |                           | Vice-président de la Commission européenne depuis le 1er novembre 2014                                             |
|                                        | Méditerranée | Croatie     | Dubravka Šuica         |                        | Européen : PPE            | Vice-président de la Commission européenne pour la Démocratie et la Démographie depuis le 1er décembre 2019        |
|                                        | Méditerranée | Croatie     | Dubravka Šuica         | National : HDZ         |                           | Vice-président de la Commission européenne pour la Démocratie et la Démographie depuis le 1er décembre 2019        |
|                                        | Santé et Bien-être animal | Hongrie     | Olivér Várhelyi        |                        | Européen : sans           | Commissaire au Voisinage et à l'Élargissement depuis le 1er décembre 2019                                          |
|                                        | Santé et Bien-être animal | Hongrie     | Olivér Várhelyi        | National : sans        |                           | Commissaire au Voisinage et à l'Élargissement depuis le 1er décembre 2019                                          |
|                                        | Climat, Neutralité carbone et Croissance propre                                                                                                   | Pays-Bas    | Wopke Hoekstra         |                        | Européen : PPE            | Commissaire à l'Action pour le climat depuis le 9 octobre 2023                                                     |
|                                        | Climat, Neutralité carbone et Croissance propre                                                                                                   | Pays-Bas    | Wopke Hoekstra         | National : CDA         |                           | Commissaire à l'Action pour le climat depuis le 9 octobre 2023                                                     |
|                                        | Défense et Espace | Lituanie    | Andrius Kubilius       |                        | Européen : PPE            | Député européen depuis le 2 juillet 2019                                                                           |
|                                        | Défense et Espace | Lituanie    | Andrius Kubilius       | National : TS-LKD      |                           | Député européen depuis le 2 juillet 2019                                                                           |
|                                        | Élargissement | Slovénie    | Marta Kos              |                        | Européen : sans           | |
|                                        | Élargissement | Slovénie    | Marta Kos              | National : GS          |                           | |
|                                        | Partenariats internationaux | Tchéquie    | Jozef Síkela           |                        | Européen : sans           | Ministre de l'Industrie et du Commerce depuis le 17 décembre 2021                                                  |
|                                        | Partenariats internationaux | Tchéquie    | Jozef Síkela           | National : sans        |                           | Ministre de l'Industrie et du Commerce depuis le 17 décembre 2021                                                  |
|                                        | Pêche et Océans | Chypre      | Kóstas Kadís           |                        | Européen : sans           | Ministre de l'Agriculture, du Développement rural et de l'Environnement entre le 1er mars 2018 et le 1er mars 2023 |
|                                        | Pêche et Océans | Chypre      | Kóstas Kadís           | National : sans        |                           | Ministre de l'Agriculture, du Développement rural et de l'Environnement entre le 1er mars 2018 et le 1er mars 2023 |
|                                        | Services financiers et Union de l'épargne et des investissements                                                                                  | Portugal    | Maria Luís Albuquerque |                        | Européen : PPE            | Ministre des Finances entre le 2 juillet 2013 et le 26 novembre 2015                                               |
|                                        | Services financiers et Union de l'épargne et des investissements                                                                                  | Portugal    | Maria Luís Albuquerque | National : PPD/PSD     |                           | Ministre des Finances entre le 2 juillet 2013 et le 26 novembre 2015                                               |
|                                        | Préparation et Gestion des crises Égalité | Belgique    | Hadja Lahbib           |                        | Européen : ALDE           | Ministre fédérale des Affaires étrangères depuis le 15 juillet 2022                                                |
|                                        | Préparation et Gestion des crises Égalité | Belgique    | Hadja Lahbib           | National : MR          |                           | Ministre fédérale des Affaires étrangères depuis le 15 juillet 2022                                                |
|                                        | Affaires intérieures et Migrations | Autriche    | Magnus Brunner         |                        | Européen : PPE            | Ministre fédéral des Finances depuis le 6 décembre 2021                                                            |
|                                        | Affaires intérieures et Migrations | Autriche    | Magnus Brunner         | National : ÖVP         |                           | Ministre fédéral des Finances depuis le 6 décembre 2021                                                            |
|                                        | Environnement, Eau et Économie circulaire compétitive                                                                                             | Suède       | Jessika Roswall        |                        | Européen : PPE            | Ministre des Affaires de l'Union européenne depuis le 18 octobre 2022                                              |
|                                        | Environnement, Eau et Économie circulaire compétitive                                                                                             | Suède       | Jessika Roswall        | National : M           |                           | Ministre des Affaires de l'Union européenne depuis le 18 octobre 2022                                              |
|                                        | Budget, Lutte anti-fraude et Administration publique                                                                                              | Pologne     | Piotr Serafin          |                        | Européen : sans           | Représentant permanent auprès de l'Union européenne depuis le 13 décembre 2023                                     |
|                                        | Budget, Lutte anti-fraude et Administration publique                                                                                              | Pologne     | Piotr Serafin          | National : sans        |                           | Représentant permanent auprès de l'Union européenne depuis le 13 décembre 2023                                     |
|                                        | Énergie et Logement | Danemark    | Dan Jørgensen          |                        | Européen : PSE            | Ministre de la Coopération pour le développement et de la Politique climatique globale depuis le 15 décembre 2022  |
|                                        | Énergie et Logement | Danemark    | Dan Jørgensen          | National : SD          |                           | Ministre de la Coopération pour le développement et de la Politique climatique globale depuis le 15 décembre 2022  |
|                                        | Start-ups, Recherche et Innovation | Bulgarie    | Ekaterina Zakharieva   |                        | Européen : PPE            | Ministre des Affaires étrangères entre le 4 mai 2017 et le 12 mai 2021                                             |
|                                        | Start-ups, Recherche et Innovation | Bulgarie    | Ekaterina Zakharieva   | National : GERB        |                           | Ministre des Affaires étrangères entre le 4 mai 2017 et le 12 mai 2021                                             |
|                                        | Démocratie, Justice et État de droit | Irlande     | Michael McGrath        |                        | Européen : ALDE           | Ministre des Finances entre le 17 décembre 2022 et le 26 juin 2024                                                 |
|                                        | Démocratie, Justice et État de droit | Irlande     | Michael McGrath        | National : Fianna Fáil |                           | Ministre des Finances entre le 17 décembre 2022 et le 26 juin 2024                                                 |
|                                        | Transports durables et Tourisme | Grèce       | Apóstolos Tzitzikóstas |                        | Européen : PPE            | Gouverneur de la Macédoine-Centrale depuis le 1er janvier 2013                                                     |
|                                        | Transports durables et Tourisme | Grèce       | Apóstolos Tzitzikóstas | National : ND          |                           | Gouverneur de la Macédoine-Centrale depuis le 1er janvier 2013                                                     |
|                                        | Agriculture et Alimentation | Luxembourg  | Christophe Hansen      |                        | Européen : PPE            | Député européen depuis le 16 juillet 2024                                                                          |
|                                        | Agriculture et Alimentation | Luxembourg  | Christophe Hansen      | National : CSV         |                           | Député européen depuis le 16 juillet 2024                                                                          |
|                                        | Équité intergénérationnelle, Jeunesse, Culture et Sports                                                                                          | Malte       | Glenn Micallef         |                        | Européen : PSE            | Directeur de cabinet du Premier ministre entre novembre 2020 et juin 2024                                          |
|                                        | Équité intergénérationnelle, Jeunesse, Culture et Sports                                                                                          | Malte       | Glenn Micallef         | National : PL          |                           | Directeur de cabinet du Premier ministre entre novembre 2020 et juin 2024                                          |

### Affiliation politique
| Affiliation | Affiliation                                                             | Commissaires            |
| ----------- | ----------------------------------------------------------------------- | ----------------------- |
|             | Parti populaire européen (PPE)                                          | 12 (dont la présidente) |
|             | Sans étiquette                                                          | 6                       |
|             | Parti socialiste européen (PSE)                                         | 5                       |
|             | Parti de l'Alliance des libéraux et des démocrates pour l'Europe (ALDE) | 3                       |
|             | Parti des conservateurs et réformistes européens (ECR)                  | 1                       |